# Kollbach (Kilverbach)
Der Kollbach ist ein linker Zufluss des Kilverbachs im Nordosten Nordrhein-Westfalens.
Der Bach entspringt südlich Schwenningdorfs und fließt nach Westen dem Kilverbach zu. Der Unterlauf des Baches ist Teil des Naturschutzgebietes Kilverbachtal.